# 2터미널역
2터미널역(2号航站楼站)은 베이징시 서우두 국제공항에 있는 지하철 역이다. 공항선을 이용하여 싼위엔챠오 역과 둥즈먼 역을 연결한다.

## 위치
서우두 국제공항 제 2터미널 GTC 내에 위치한다.

## 운영
싼위엔챠오 역에서 들어와서 3터미널 역 건물에 들어서고, 승차 후 뒤 면으로 돌아 2터미널로 향한다. 2터미널에서 다시 싼위엔챠오 역으로 들어간다.

## 전후역
- 3터미널 역 → 2터미널 역 → 싼위엔챠오 역(三元桥)

## 2터미널 도착 항공사
- 인천출발
  - 대한항공 (KE)
  - 중국동방항공 (MU)
  - 중국남방항공 (CZ)
- 국내선
  - 하이난 항공
  - 충칭 항공
  - 샤먼 항공
  - 선전 항공
- 기타국가
  - 아에로플로트
  - 알제리 항공
  - 고려항공
  - 가루다 인도네시아 항공
  - KLM
  - 타이 항공
  - 말레이시아 항공
  - 베트남 항공

## 같이 보기
- 베이징 지하철
- 베이징 지하철 수도공항선
- 베이징 서우두 국제공항
- 3터미널 역